# Avraham Sela
Avraham Sela (n. 14 septembrie 1945, Irak) este un istoric israelian și un expert în domeniul Orientului Mijlociu și al relațiilor internaționale. El conduce catedra de relații internaționale A. Ephraim și Shirley Diamond a Departamentului de Relații Internaționale și este cercetător principal la Institutul de Cercetare Harry S. Truman pentru Promovarea Păcii, ambele la Universitatea Ebraică din Ierusalim. Între 2011 și 2012, Sela a fost directorul Institutului Leonard Davis pentru Relații Internaționale de la aceeași universitate.

## Biografie
Sela s-a născut pe 14 septembrie 1945 în Irak și a emigrat în Israel cu familia sa în 1950.
Sela este autorul lucrării Declinul conflictului arabo-israelian: politici din Orientul Mijlociu și cursa pentru ordinea regională (1998) și coautorul lucrării Hamasul palestinian: viziune, violență și adaptare (2000).

## Carieră
Sela a studiat la Universitatea Ebraică din Ierusalim și a obținut o diplomă de studii postuniversitare în 1971, un masterat în 1974 și un doctorat în 1986.
Înainte de cariera sa universitară, profesorul Sela a servit timp de 16 ani ca ofițer de informații și analist pe probleme arabe în Armata Israeliană. Din această poziție, el a fost implicat în convorbirile de pace dintre Israel și Egipt (1978-1980), iar ulterior a fost membru al delegației armatei israeliene în timpul convorbirilor militare cu Libanul (1984-1985).

## Vederi
Sela are o atitudine critică față de scrierile noilor istorici, în particular cele ale lui Benny Morris și Avi Shlaim.

## Lucrări
- Unitate în conflict în sistemul inter-arab: Conferințele întrunirilor arabe, 1964–1982 (Editura Magnes Press, 1983) (în ebraică)
- Baasul palestinian: Partidul Baas Arab Socialist în Cisiordania sub regimul iordanian (1948–1967) (Editura Magnes Press, 1984) (în ebraică)
- OEP și Israel: De la lupta armată la reglementarea politică (Editura St. Martin's Press, 1997, editor)
- Declinul conflictului arabo-israelian: politici din Orientul Mijlociu și cursa pentru ordinea regională (Editura SUNY Press, 1998)
- Hamasul palestinian: viziune, violență și adaptare (New York: Editura Columbia University Press, 2000), Ediția a 2-a (Editura Columbia University Press, 2006)
- Enciclopedia politică continuă a Orientului Mijlociu (Editura Continuum, 2002).